# Isabelle Hansez
Isabelle Hansez (Hermalle-sous-Argenteau, 8 september 1971) is een Belgisch psychologe en politica voor Les Engagés.

## Biografie
Hansez behaalde in 1994 het diploma van licentiaat in de arbeidspsychologie aan de Universiteit Luik, waarna ze er in 1997 een aggregaat hoger secundair onderwijs behaalde. In 2001 promoveerde ze aan de Universiteit Luik tevens tot doctor in de arbeids- en organisatiepsychologie.
Van 1994 tot 1997 was ze doctoranda aan de Universiteit Luik en van 1997 tot 1999 assistent aan de Université catholique de Louvain. Nadien ging Hansez een academische carrière volgen aan de faculteit psychologie van de Universiteit Luik. Van 1999 tot 2000 was ze onderzoeker, van 2000 tot 2008 assistent-lector, van 2008 tot 2010 docente, van 2010 tot 2012 hoogleraar en vanaf 2013 hoogleraar in de arbeids- en organisatiepsychologie. Sinds 2021 is ze aan de Universiteit Luik decaan van de faculteit Psychologie, Logopedie en Pedagogische Wetenschappen.
Aan de Universiteit Luik stond Hansez tevens aan het hoofd van een onderzoekseenheid voor humanresourcesmanagement, waarbij ze met haar team expertise ontwikkelde in de materie van psychosociale risico's en welzijn op het werk en adviserend onderzoek uitvoerde voor verschillende private en publieke bedrijven. Ook verdiepte Hansez zich in het fenomeen van stress en burn-out en de processen die daarmee gepaard gaan. In het kader hiervan coördineerde ze meer dan twintig studies voor allerlei instanties zoals de Federale Raad voor Wetenschapsbeleid, de Federale Overheidsdienst Werkgelegenheid, Arbeid en Sociaal Overleg en de Federale Overheidsdienst Sociale Zekerheid, in het bijzonder over psychosociale risico's op het werk, het voorkomen van burn-out, een goed evenwicht tussen werk en privéleven, de impact van flexibiliteit en veranderingen op de werkvloer en het verband tussen psychosociale aspecten en arbeidsongevallen. Deze onderzoeksactiviteiten resulteerden vanaf 2010 in de publicatie van 35 artikelen gepubliceerd in internationale vakbladen. Daarnaast ging Hansez vanaf 2013 samenwerken met de stress- en arbeidskliniek CITES in Luik in verband met de problematiek van burn-out en het aanpakken van problemen inzake teammanagement ter preventie van deze aandoening.
In december 2023 werd Isabelle Hansez politiek actief voor de centrumpartij Les Engagés. Vanop de derde plaats van de kieslijst van de partij in de kieskring Luik werd ze bij de federale verkiezingen van 9 juni 2024 verkozen in de Kamer van volksvertegenwoordigers, waar ze zitting nam in de commissie Werk, Sociale Zaken en Pensioenen.